# Lorenzo Milesi
Lorenzo Milesi (San Giovanni Bianco, 19 de março de 2002) é um desportista italiano que compete no ciclismo na modalidade de rota. Ganhou uma medalha de ouro no Campeonato Mundial de Ciclismo em Estrada de 2023, na prova de contrarrelógio sub-23.

## Medalheiro internacional
| Campeonato Mundial | Campeonato Mundial     | Campeonato Mundial | Campeonato Mundial    |
| Ano                | Lugar                  | Medalha            | Competição            |
| ------------------ | ---------------------- | ------------------ | --------------------- |
| 2023               | Glasgow ( Reino Unido) | Medalha de ouro    | Contrarrelógio sub-23 |

## Palmarés
- 2022
  - 2 etapas do Triptyque des Monts et Châteaux
  - 1 etapa do Tour de l'Avenir

- 2023
  - Campeonato Mundial Contrarrelógio sub-23  
  - 1 etapa da Volta a Espanha